# 木更津ジャンクション
木更津ジャンクション（きさらづジャンクション）は、千葉県木更津市にある、館山自動車道と東京湾アクアライン連絡道、首都圏中央連絡自動車道（圏央道）を結ぶジャンクション。
館山自動車道は千葉・市原方面と館山・富津方面の両方向から接続されている。

## 歴史
- 1996年（平成8年）3月28日：東京湾アクアライン連絡道・袖ケ浦IC - 木更津JCT間開通[1]。
- 2007年（平成19年）3月21日：首都圏中央連絡自動車道（圏央道）・木更津東IC - 木更津JCT間開通[2]。

## 接続する道路

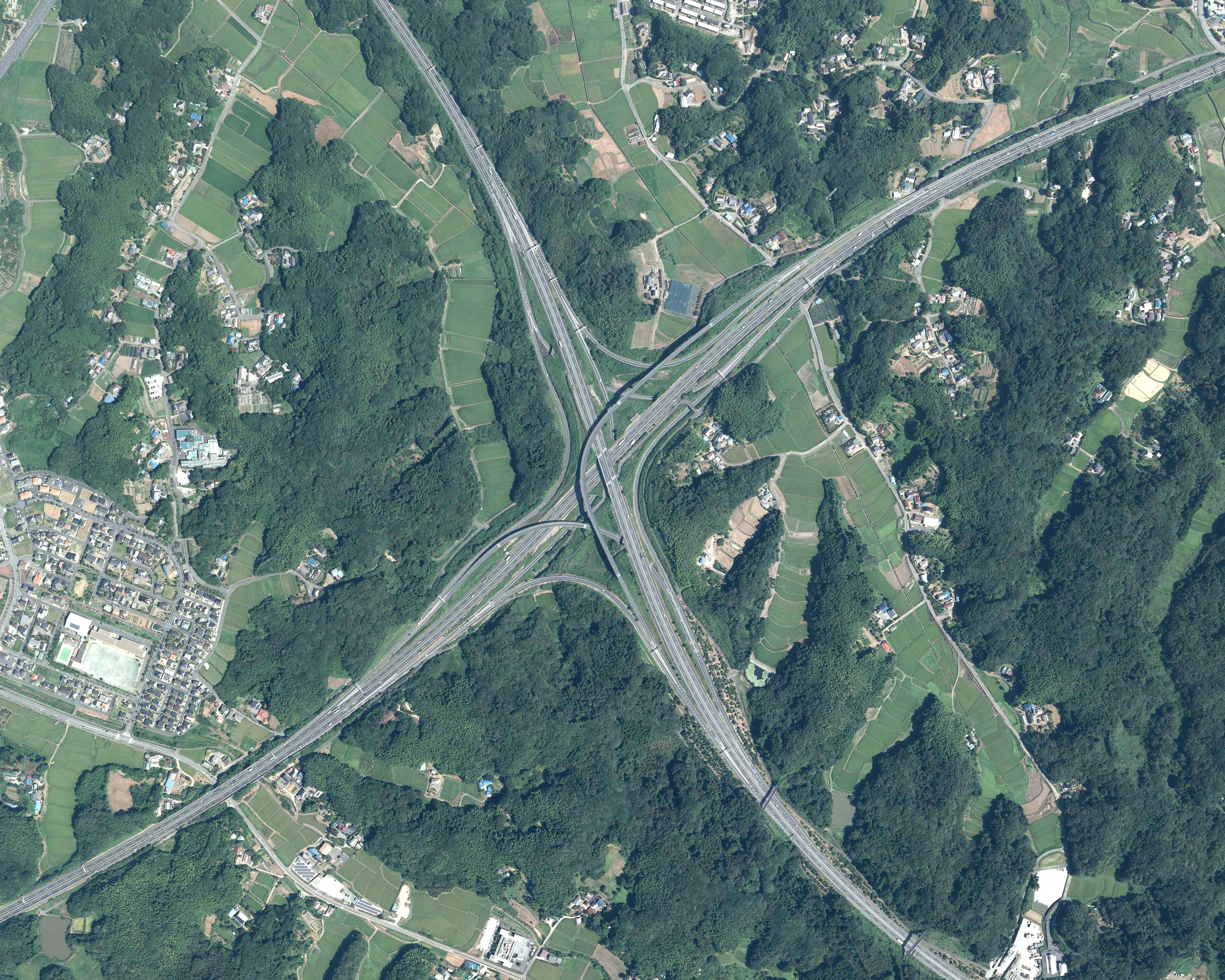
木更津ジャンクション周辺の空中写真。
。
（2019年8月9日撮影の画像を使用作成。）

- E14 館山自動車道(16番)
  - 木更津北IC方面は館山道、千葉方面は京葉道路で案内している。
- CA 東京湾アクアライン連絡道(16番)
- C4 首都圏中央連絡自動車道（圏央道）(110番)

## 隣
E14 館山自動車道
(15)木更津北IC - (16)木更津JCT - (17)木更津南JCT
CA 東京湾アクアライン連絡道
(3)袖ケ浦IC - (16)木更津JCT
C4 首都圏中央連絡自動車道
(105)木更津東IC - かずさIC(仮称・計画中) - (110)木更津JCT